# Petit Angereb
Le Petit Angereb est une rivière du nord de l'Éthiopie. Selon G.W.B. Huntingford, il s'élève au nord de la ville de Gondar et coule au sud-est de cette ville pour rejoindre la Rivière Magech, qui se jette dans le Lac Tana. La latitude et la longitude de sa confluence avec le Magech sont 12° 34′ 54″ N, 37° 27′ 55″ E
L'Angereb est connu pour être traversé par deux ponts, qui ont été construits soit par des artisans portugais, soit sous le règne de Fasilides. Un pont a quatre arches et l'autre a également quatre arches, où il rejoint son ruisseau parent.